# Nowy pałac biskupi we Fromborku
Nowy pałac biskupi we Fromborku – zabytkowy, neogotycki budynek wykonany z cegły, znajdujący się we Fromborku, przy ulicy Katedralnej 6. Obecnie pełni funkcję plebanii tutejszej parafii.

## Historia
Pałac został wybudowany w miejscu dawnych kanonii pw. św. Jana Nepomucena i św. Andrzeja Apostoła, w latach 1844–1845. Decyzja o budowie zapadła, ponieważ w 1837 przeniesiono siedzibę biskupią do Fromborka, w okresie rządów biskupa Józefa Ambrożego Geritza. Projekt pałacowego założenia wykonał braniewski inspektor budowlany August Bertram, natomiast samymi pracami kierował mistrz budowlany Dominski. Budowla jest dwukondygnacyjna, z czerwonej cegły, na planie prostokąta. Jej frontowa elewacja skierowana jest ku zachodowi. Na parterze pałacu znajduje się kaplica, a na piętrze sale reprezentacyjne, w których zachowały się biało szkliwione piece kaflowe z lat 1844–1845, będące dziełem znakomitej berlińskiej fabryki Christopha Tobiasa Feilnera, w której autorami projektów byli znakomici niemieccy architekci, w  tym także współpracujący z Feilnerem Karl Friedrich Schinkel. Wschodnie wyjście z budynku prowadzi do dużego ogrodu. Na posesji znajduje się także budynek dawnej wozowni.
Pałac był siedzibą biskupów przez ponad sto lat – do momentu przeniesienia siedziby biskupów do Olsztyna.  Mieszkali tu kolejni biskupi warmińscy: Józef Ambroży Geritz, Filip Kremetz, Andrzej Thiel, Augustyn Bludau i Maksymilian Kaller. Obecnie w pałacu mieści się plebania parafii pw. Wniebowzięcia Najświętszej Maryi Panny we Fromborku.

## Piece kaflowe
Zespół pieców kaflowych pałacu jest jednym z ciekawszych w skali Europy. Piece skonstruowane z białych, szkliwionych kafli mają wysokość od 2,80 do 3,50 metra. Posadowiono je w latach 1844-1845. Ich konstruktorem było berlińskie przedsiębiorstwo Tobiasa Christopha Feinlera, z którym współpracował m.in. Karl Friedrich Schinkel. W latach 2019–2020 piece zostały zdemontowane i poddane konserwacji oraz uzupełnieniom braków. Obecnie, po ponownym zmontowaniu, mają pełną funkcjonalność. 
Piece są dwu- lub trzyskrzyniowe i reprezentują style neogotycki oraz klasycystyczny. W ich zwieńczeniach umieszczono sceny mitologiczne i antyczne, motywy liści akantu, groteskowe i arabeski. 

## Oszklenie
W dwudziestu oknach na pierwszym piętrze pałacu zachowała się oryginalna, neogotycka stolarka okienna z dębu, a także unikalny w skali Polski zespół oszkleń, na który składa się zespół osiemnastu witraży w maswerkowych nadświetlach. W nadświetlach refektarza zachowały się relikty bezbarwnych, pierwotnych oszkleń ze szlifowaną dekoracją roślinną w drewnianych szczeblinach. W pozostałych reprezentacyjnych pomieszczeniach dochowało się również barwne oszklenie ze szkieł powłokowych ze szlifowanymi dekoracjami roślinnymi w żeliwnej armaturze.